# Galeriile de Artă Plastică „Ștefan Luchian” din Botoșani
Galeriile de Artă „Ștefan Luchian” din Botoșani este un muzeu județean din Botoșani, amplasat în Piața Revoluției nr. 3. Sunt organizate temporar expoziții tematice, muzeale sau personale de artă plastică și decorativă.